# تشارلز فرازير (رسام)
تشارلز فرازير (بالإنجليزية: Charles Fraser)‏ هو رسام أمريكي، ولد في 20 أغسطس 1782 في تشارلستون في الولايات المتحدة، وتوفي بنفس المكان في 1860.

## معرض صور

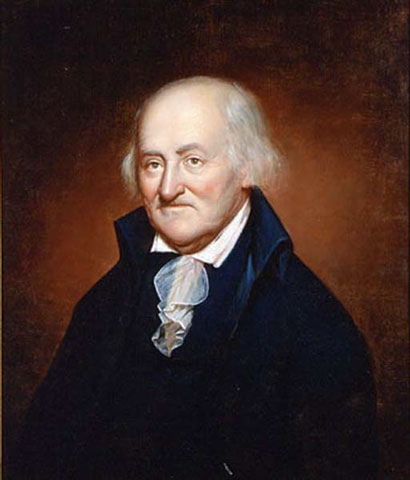
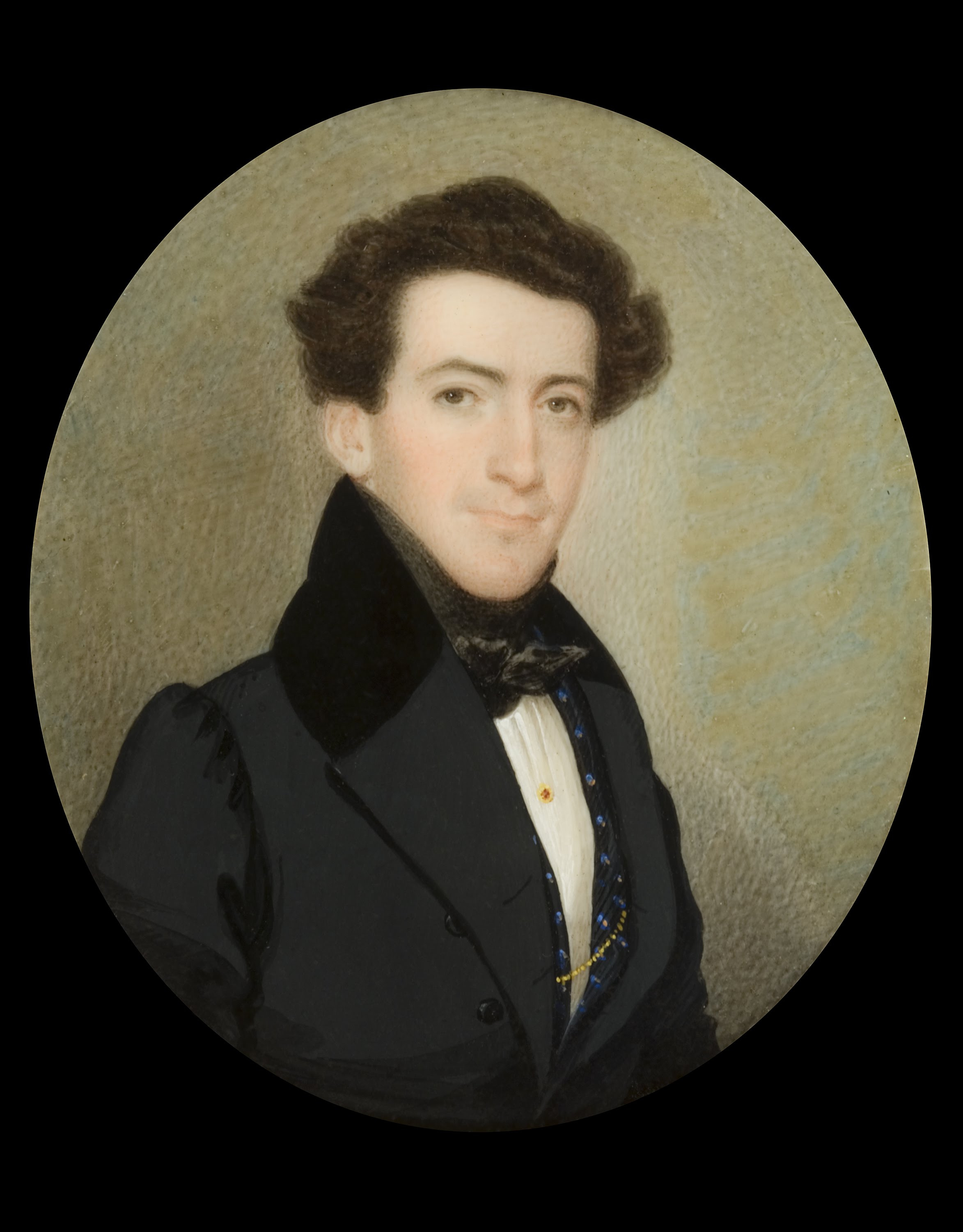
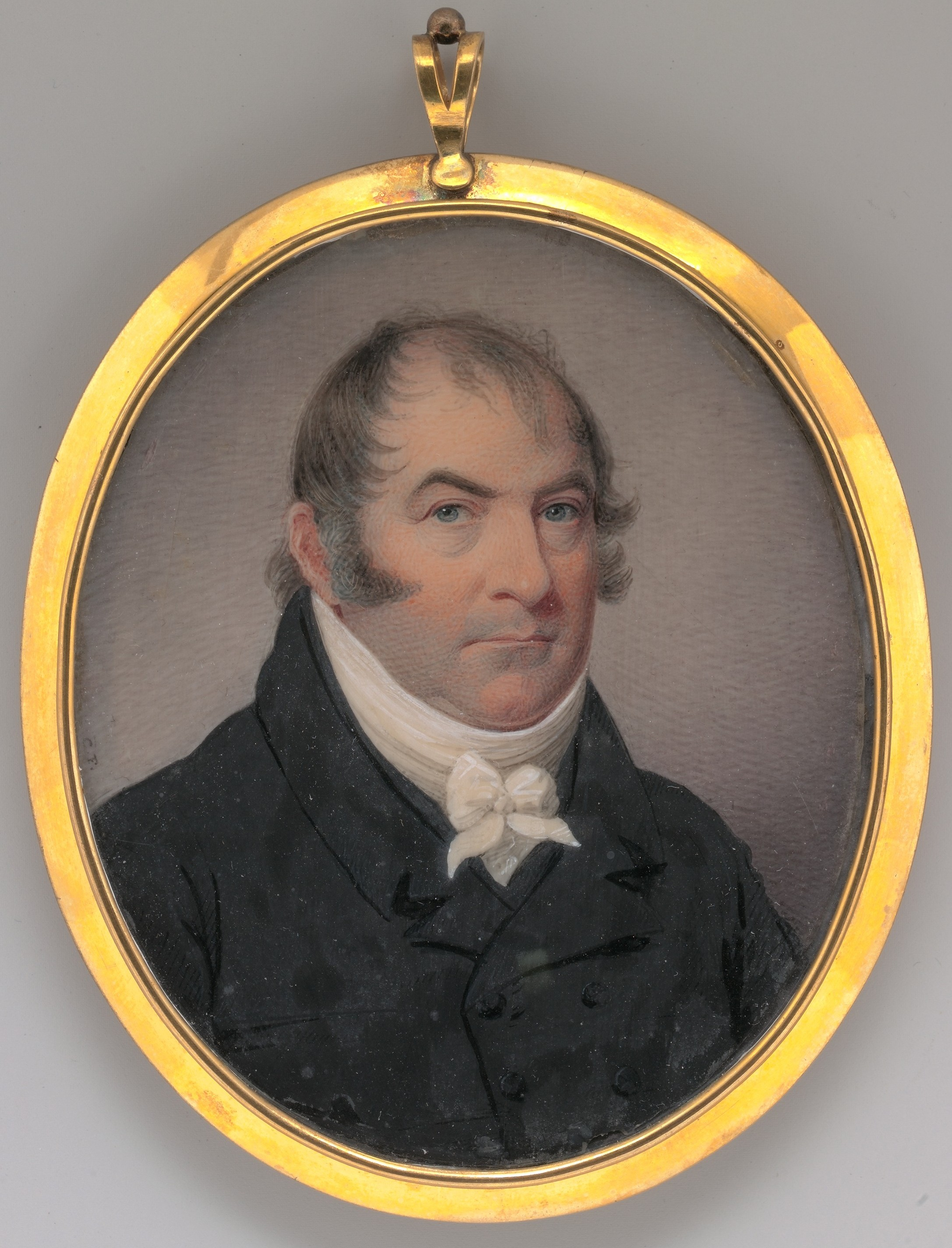
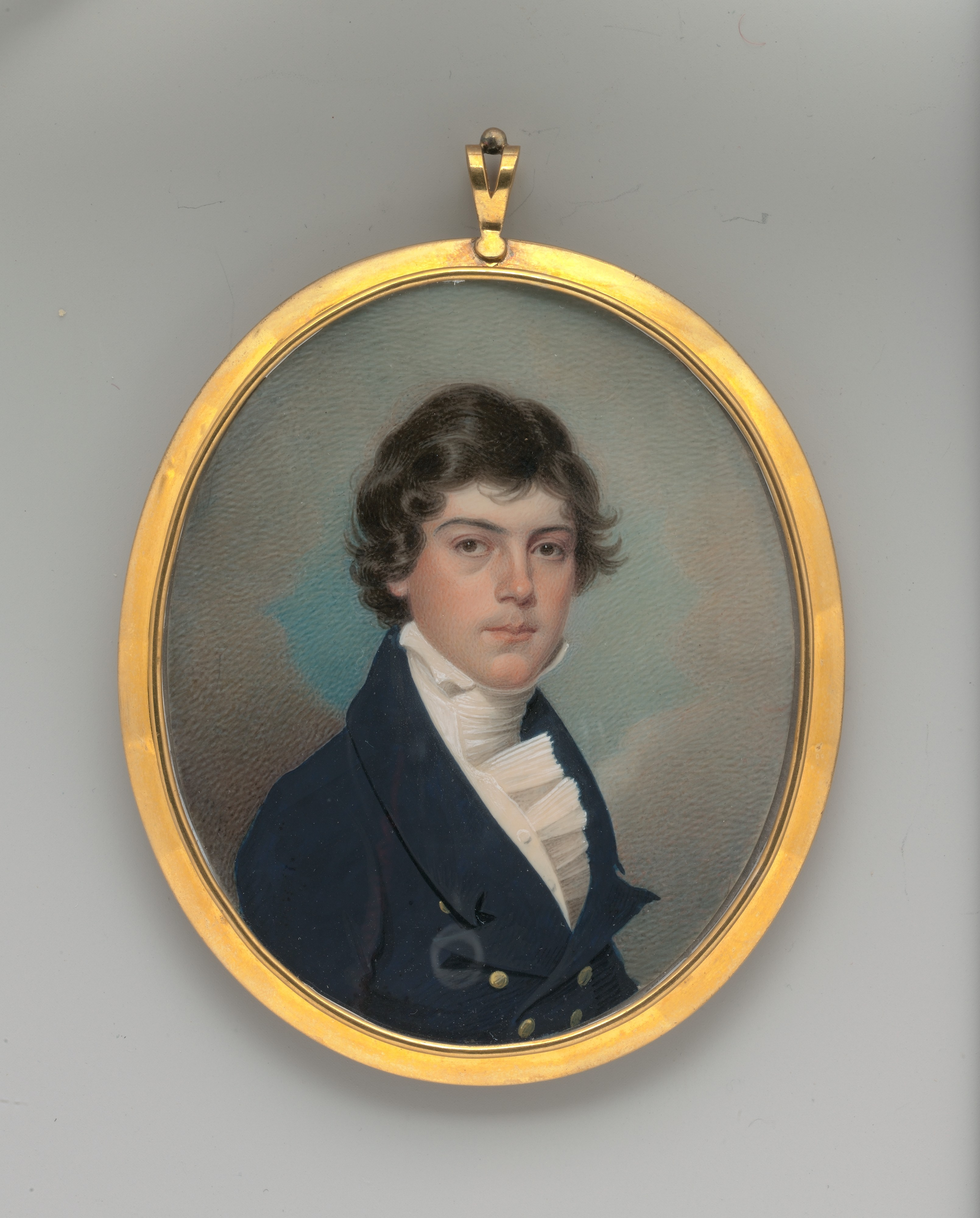
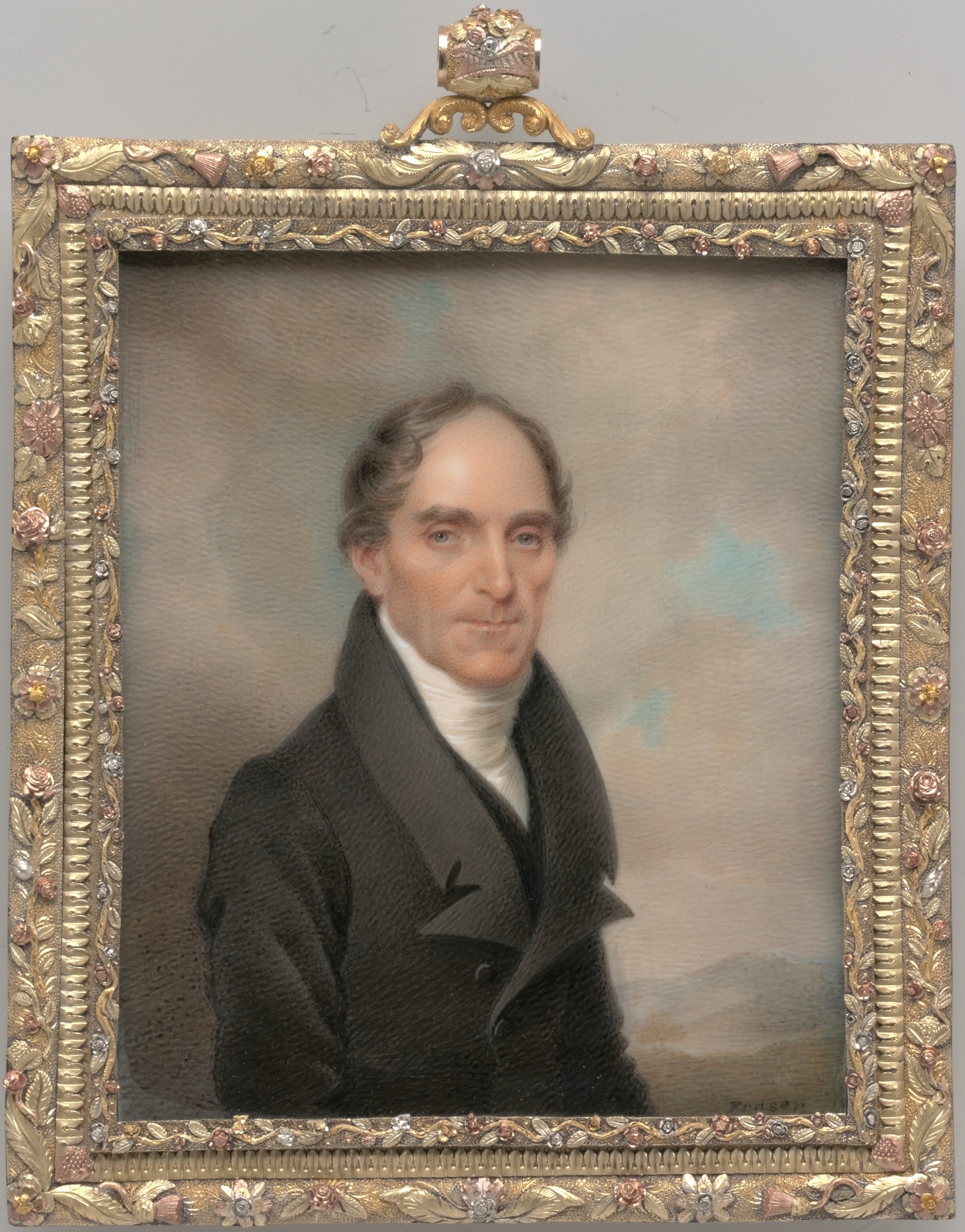